# Анна Саксонска (1544 – 1577)
Вижте пояснителната страница за други личности с името Анна Саксонска.
Анна Саксонска (на немски: Anna von Sachsen; * 23 декември 1544, Дрезден; † 18 декември 1577, Дрезден) от рода на Албертинските Ветини, е принцеса от Курфюрство Саксония.

## Живот
Дъщеря е на курфюрст Мориц от Саксония (1521 – 1553) и Агнес фон Хесен (1527 – 1555).
Анна има деформирано рамо и куца. На 11 години тя остава пълен сирак и расте в Дрезден в двора на чичо си курфюрст Август (1526 – 1586). Тя е най-богатата княжеска наследничка по нейното време в Германия.
Анна се омъжва на 24 август 1561 г. в Лайпциг за Вилхелм I от Орания-Насау, щатхалтер на Нидерландия. Тя е втората му съпруга. Нейната зестра е 100 000 талери. На 1 септември 1561 г. двамата пристигат в Нидерландия. Те се развеждат през 1571 г. и той не иска да ѝ плаща издръжка. Те имат шест деца.
Анна е заподозряна за връзка с нейния правен съветник Ян Рубенс (* 1530, † 1587) (бащата на художника Рубенс). Анна трябва да се признае за виновна на 26 март 1571 г. На 22 август 1571 г. тя ражда последното си дете.
През декември 1575 г. Анна разбира, че нейният съпруг иска да се жени трети път и прави опит за самоубийство. На 19 декември 1575 г. насила я закарват в Цайц и през декември 1576 г. е отведена в Дрезден. Там зазидат прозорците ѝ със стена и железни решетки. На вратата оставят горе четириъгълен отвор, който се отваря отвън. През тази дупка ѝ дават храна и напитки.
От май 1577 г. Анна кърви непрекъснато. Тя умира на 18 декември 1577 г. малко преди нейния 33 рожден ден. Без име я погребват в катедралата на Майсен до нейните родители.
- Анна Саксонска 
(ок. 1562)
- Анна Саксонска 
(1566)

## Деца
- Анна (* 31 октомври 1562, † след няколко дена).
- Анна (* 1563, † 1588) ∞ граф Вилхелм Лудвиг фон Насау-Диленбург (* 1560; † 1620), син на Йохан VI фон Насау-Диленбург, брат на Вилхелм I от Орания.
- Мориц (* 8 декември 1564, † март 1566).
- Мориц (* 1567, † 1625), щатхалтер на Нидерландия.
- Емилия (* 1569, † 1629) ∞ Мануел I от Португалия (* 1568, † 1638).
- Христина фон Диц, не е призната от Вилхелм I от Орания-Насау (* 22 август 1571, † 1636/1637), ∞ Йохан Вилхелм фон Велшененгст-Бернкот (* 1570, † 1636)